# Glenea pulchella
Glenea pulchella es una especie de escarabajo del género Glenea, familia Cerambycidae. Fue descrita científicamente por Pascoe en 1858.
Habita en Malasia, Indonesia (Borneo, Molucas, Sumatra) y Filipinas. Esta especie mide 8-14 mm.